# Grecia Occidentale
La Grecia Occidentale (in greco Δυτικής Ελλάδος?, AFI: [ðitiˈcis eˈlaðas]) è una delle tredici periferie (in greco περιφέρειες?, perifereies - regione amministrativa) della Grecia.
Si estende su due parti continentali separate dallo stretto di Rion. Un ponte, chiamato ponte Rion Antirion dal nome delle località che collega, inaugurato nell'agosto del 2004 collega le due sponde. Il capoluogo regionale è Patrasso.

## Geografia antropica

### Unità periferiche
1. Etolia-Acarnania
2. Acaia
3. Elide

### Comuni
A seguito della riforma in vigore dal 1º gennaio 2011 la Grecia occidentale è divisa nei seguenti comuni:
- Agrinio
- Aigialeia
- Aktio-Vonitsa
- Amfilochia
- Andravida-Kyllini
- Andritsaina-Krestena
- Archea Olympia
- Dytiki Achaia
- Erymanthos
- Missolungi
- Ilida
- Kalavryta
- Nafpaktia
- Patrasso
- Pineios
- Pyrgos
- Thermo
- Xiromero
- Zacharo

## Prefetture
Nel vecchio sistema di suddivisioni amministrative, la periferia era divisa in 3 prefetture che corrispondono alle attuali unità periferiche dal punto di vista territoriale